# Peptidehormoon
Peptidehormonen zijn peptiden die door endocriene klieren in de bloedbaan worden uitgescheiden en een hormonale functie in het lichaam vervullen.
Heel wat belangrijke peptidehormonen worden door de hypofyse uitgescheiden. Door de hypofysevoorkwab wordt behalve het groeihormoon (GH) de volgende trope-hormonen uitgescheiden (een tropo-hormoon is een hormoon die een andere endocriene klier als doelwit heeft.): het luteïniserend hormoon (LH), het follikelstimulerend hormoon (FSH), prolactine en het schildklierstimulerend hormoon (TSH).  De hypofyse-achterkwab scheidt de hormonen oxytocine en het antidiuretisch hormoon (ADH) af. Deze 2 hormonen worden geproduceerd in de hypothalamus. Het pancreas levert onder meer insuline, glucagon en somatostatine.